# Línea 448 (Buenos Aires)
La línea 448 es una línea de colectivos perteneciente a la empresa Expreso General Sarmiento S.A, propiedad de La Nueva Metropol S.A. Brinda sus servicios a las localidades Grand Bourg, Tierras Altas, Tortuguitas, Del Viso, José C. Paz, Garin, San Miguel y Muñiz.

## Historia
Desde sus inicios fue operada por Transportes Grand Bourg. A finales de los 80, comenzó a ser administrada por Expreso General Sarmiento S.A, propietaria de la línea 176. Con la disolución del partido de General Sarmiento en los distritos de San Miguel, José C. Paz y Malvinas Argentinas, la antigua línea comunal 748 se renumeró como la actual 448. La línea cuenta con SUBE. En 2016, el mayor paquete accionario de Expreso General Sarmiento S.A y Pilar Bus S.A, propietaria de la línea comunal 510 de Pilar, es vendido a la Sociedad Colcar-Merbus en conjunto con La Nueva Metropol S.A.T.A.C.I.

## Recorridos
- FONAVI - Grand Bourg - Carrefour - Estación Lemos - Estación San Miguel - Estación Muñiz - Fondo Trujuy. * Sujeto a modificaciones por extensión a fábrica Ford

Ida: Desde Autopistas del Sol ramal Pilar y Av. de los Constituyentes, pasando por Descartes, Haití, Patricias Mendocinas, Puerto Rico, Haití, Avda. El Callao, Francisco Seguí Norte, Beiro, Francisco Seguí Sur, Avda. Eva Duarte De Perón, Paso de Los Patos, Mozart, Quiroga, Avda. Pte. Illia (ex ruta 8), Av. Ricardo Balbín, César Malnatti, Cjal. Tribulato, Leandro Alem, Belgrano, Sarmiento, Conesa, Yrigoyen, Saavedra, Gaspar Campos, Azcuénaga, El Maestro, Paso, Berón de Astrada, Azcuénaga, Uriarte, Pardo, hasta La Pinta.
Vuelta: Desde la Pinta y Pardo, pasando por Uriarte, Azcuénaga, Berón de Astrada, Paso, El Maestro, Azcuénaga, Gaspar Campos, Juan Alberdi, Irigoyen, Conesa, Av. Pte. Perón, Av. Ricardo Balbín, Distribuidor Lemos, Av Pte. Illia (ex ruta 8), Quiroga, Mozart, Paso de Los Patos, Av. Eva Duarte de Perón, Stoppler, Av. El Callao, Beiro, Soldado Baigorria, José de San Martín, Francisco Seguí Norte, Av. El Callao, Haití, Puerto Rico, Patricias Mendocinas, Haití, Descartes, Avda. de los Constituyentes hasta colectora Norte Autopistas del Sol.
- FONAVI- Estación Grand Bourg- Cruce de José C. Paz- Carrefour, Estación Lemos- Barrio Sargento Cabral.

Ida: Desde Autopistas del Sol ramal Pilar y Av De Los Constituyentes por esta, Descartes, Brasil, Av El Callao, Francisco Segui Norte, Beiro, Francisco Segui Sur, Av. Eva Duarte de Perón, Chacabuco, Av Del Sesquicentenario, Av Pte. Illia (ex ruta 8), Avellaneda, Pavón, Gral. Las Heras hasta Av Pte Illia.
Vuelta: Desde Gral Heras y Av Pte. Illia( ex ruta 8) por esta, distribuidor Lemos, Av Pte Illia, Av Del Sesquicentenario, Chacabuco, Av Eva Duarte de Perón, Stoppler, Av El Callao, Beiro, Soldado Baigorria, José de San Martín, Francisco Segui Norte, Av El Callao, Brasil, Descartes, Av De Los Constituyentes hasta colectora Norte Autopistas del Sol.
- Estación Grand Bourg- Barrio Estudiantes- Fábrica Eaton- Estación José C. Paz- Hospital Gdor. Mercante, Hospital Larcade, Estación San Miguel- Muñiz- Fondo Trujui.

Ida: Desde Estación Grand Bourg por Francisco Segui Sur, Av Eva Duarte de Perón, Chacabuco, Ricardo Rojas, Paso de Los Patos, Palpa, Juan Ambrosetti, Seaver, José Hernández, Adolfo Alsina, Av Pte Illia (ex ruta 8), Juan José Castelli, Oliden, Piñero, Polonia, Av. Hipólito Yrigoyen, Muñoz, José Altube, Leandro Alem, Av Hipólito Yrigoyen, Muñoz, Primera Junta, Av Pte Peron, A. Roca, Sarmiento, Cjal. Tribulato, Leandro Alem, Belgrano, Sarmiento, Conesa, Yrigoyen, Saavedra, Gaspar Campos, Azcuénaga, El Maestro, Paso, Berón de Astrada, Azcuenaga, Uriarte, Pardo, hasta La Pinta.
Vuelta: Desde la Pinta y Pardo por esta, Uriarte, Azcuenaga, Berón de Astrada, Paso, El Maestro, Azcuenaga, Gaspar Campos, Juan Alberdi, Irigoyen, Conesa, Av. Pte Peron, Primera Junta, Muñoz, Muñoz, José Altube, Leandro Alem, Av Hipólito Yrigoyen, Polonia, Piñero, Oliden, Juan José Castelli, Av Pte Peron (ex ruta 8), Adolfo Alsina, José Hernández, Seaver, Juan Ambrosetti, Palpa, Paso de Los Patos, Ricardo Rojas, Chacabuco, Bouchard, Francisco Segui Sur hasta Beiro.
- Estación Grand Bourg- Estación Tortuguitas- Villa del Carmen- Estación Del Viso- Barrio La Loma.

Ida: Desde Estación Grand Bourg por Francisco Segui Sur, Av Eva Duarte de Perón, Pasco, Cura Brochero, Luis María Drago, Misiones, Moreno, Luis María Drago, Oliden, Pcia. de Buenos Aires, Lisandro de la Torre, Luis Gonnet, Ramón Giménez, Independencia, French, Valentín Gómez, Manuel Maza, Portinari, Lisandro de la Torre hasta Autopistas del Sol ramal Pilar.
Vuelta: De colectora Sur Autopistas del Sol ramal Pilar y Lisandro de la Torre por esta, Portinari, Manuel Maza, Valentín Gómez, Av. Eduardo Madero, Luis Gonnet, Lisandro de la Torre, Pcia. de Buenos Aires, Ventura Coll, Pcia. de Buenos Aires, Francisco Segui Sur, Luis María Drago, Cura Brochero, Pasco, Av Eva Duarte de Perón, Stoppler, Av El Callao, Beiro hasta Francisco Segui Sur.
- Estación José C. Paz- Hospital Mercante- Carrefour- Estación Lemos- Barrio Sargento Cabral.

Ida: Desde Leandro Alem y Av Hipólito Yrigoyen por esta, Muñoz, Jorge Newbery, Mendoza, Chile, Muñoz, Primera Junta, Av Pte. Illia (ex ruta 8), Avellaneda, Pavón, Gral. Las Heras hasta Av Pte Illia.
Vuelta: Desde Gral Heras y Av Pte. Illia( ex ruta 8) por esta, distribuidor Lemos, Av Pte Illia, Primera Junta, Muñoz, Chile, Mendoza, Jorge Newbery, Muñoz, José Altube, Leandro Alem hasta Av. Hipólito Yrigoyen.
- Fábrica Dana, Estación Tierras Altas, FONAVI, Tortugas Open Mall - Fábrica SKF. Fábrica Ford. * El recorrido se encuentra en pruebas hacia y desde la estación José C. Paz cómo extensión.

Ida: Desde Adolfo Alsina y Av Pte Illia (ex ruta 8) por esta, Buenos Aires, República Argentina, Cura Brochero, Uruguay, Francisco Segui Norte, Batalla de Maipú, Bolivia, Av El Callao, Haití, Puerto Rico, Patricias Mendocinas, Haití, Descartes, Av De Los Constituyentes, colectora Sur Autopistas del Sol ramal Pilar, Av Los Olivos, Venezuela, Ing. Eiffel, Otto Krause, Av. Henry Ford, colectora Norte Autopistas del Sol ramal Campana hasta Av De Los Constituyentes.
Vuelta: Desde Av De Los Constituyentes y colectora Sur Autopistas del Sol ramal Campana por esta, Otto Krause, Ing. Eiffel. Venezuela, Av Los Olivos, colectora Norte Autopistas del Sol ramal Pilar, Av. de los Constituyentes, Descartes, Haití, Patricias Mendocinas, Puerto Rico, Haití, Av. El Callao, Bolivia, Batalla de Chacabuco, Uruguay, Cura Brochero, República Argentina, Buenos Aires, Av Pte Illia (ex ruta 8) hasta Adolfo Alsina.
- Ramal 1: Estación Grand Bourg- Barrio Estudiantes- Barrio Pech- Estación Tortuguitas. El recorrido se encuentra sujeto a modificaciones por extensión a la estación José C. Paz desde Grand Bourg. Lo hace a través de Av Eva Perón, Cementerio Municipal,Federico Chopin, Acervoni, Polonia, Hospital Mercante, Estación José C. Paz.

Ida: Desde Ricardo Rojas Y Francisco Seguí Sur por esta, Luis Vernet, Chacabuco, Ricardo Rojas, Paso de Los Patos, Luis Vernet, Cura Brochero, Palpa,J Hernández, Trinidad, Almirante Brown, Francisco Seguí Sur hasta Luis María Drago.
Vuelta: Desde Francisco Segui Sur y Luis María Drago por esta, Hernández, Palpa, Cura Brochero, Luis Vernet, Paso de Los Patos, Ricardo Rojas hasta Francisco Segui Sur.
- Ramal 2; Estación Grand Bourg- Barrio Iparraguirre- Barrio Pech- Fábrica Dana. El recorrido se encuentra sujeto a modificaciones por extensión a la estación José C. Paz desde Grand Bourg. Lo hace a través de Av Eva Perón, Cementerio Municipal,Federico Chopin, Acervoni, Polonia, Hospital Mercante, Estación José C. Paz.

Ida: Desde Ricardo Rojas Y Francisco Seguí Sur por esta, Luis Vernet, Chacabuco, Ricardo Rojas, Paso de Los Patos, Luis Vernet, Cura Brochero, Uruguay, José Hernández, Buenos Aires, Av Pte Illia (ex ruta 8) hasta Adolfo Alsina.
Vuelta: Desde Adolfo Alsina y Av Pte Illia (ex ruta 8) por esta, Buenos Aires, José Hernández, Uruguay, Cura Brochero, Luis Vernet, Paso de Los Patos, Ricardo Rojas hasta Francisco Segui Sur.